# Agustín Alonso Gutiérrez
Agustín Alonso Gutiérrez (Madrid, 1980) es filólogo, escritor, periodista y productor de contenidos digitales. Es autor de la novela La edad imperfecta (Sílex Ediciones, 2021), una ficción histórica que recrea la vida del poeta y soldado castellano Garcilaso de la Vega, y formó parte del equipo de RTVE que ha creado Playz, el canal digital joven de la corporación pública. Ha trabajado como redactor en el equipo del programa de TVE, Culturas 2. 

## Reseña biográfica
Licenciado en Filología Hispánica por la Universidad Complutense de Madrid, Agustín Alonso G. trabaja en el departamento de Nuevos Formatos de RTVE Play. 
Desde 2008 ha trabajado en el departamento de contenidos digitales de RTVE, con un paréntesis de un año como redactor en el equipo del programa televisivo Culturas 2, un magacín de actualidad cultural de La 2 de TVE. 
Comenzó como redactor del área digital de noticias para pasar a ser sucesivamente editor de información, responsable de la información cultural, subdirector del área de entretenimiento y cultura, responsable de aplicaciones de segunda pantalla y televisión social y responsable de Redes Sociales y Participación.
Ha formado parte del equipo creador de Playz, el canal digital joven de la corporación pública, y ha sido corresponsable de algunas de las estrategias transmedia más exitosas de la ficción española, como las de Isabel, El Caso. Crónica de sucesos o El Ministerio del Tiempo. 
Ha colaborado con Radio 3 y El ojo crítico de Radio Nacional y ha formado parte de proyectos que han merecido reconocimientos en los Premios Ondas (mejor contenido de emisión digital por Boca Norte y mejor contenido de entretenimiento por todo Playz), los Cannes Corporate Media&TV Awards, los Lovie Awards, el World Media Festival de Hamburgo, el Prix Italia o los Webby Awards, los premios más importantes del ámbito digital.

## Distinciones
- Premio Ondas Nacional de Televisión a mejor programa de entretenimiento, Playz (Premio Ondas, 2021)[9]
- Lovie de Bronce, Best Use of Social Video, El gran secuestro (Lovie Awards, 2020)[10]
- Lovie de Oro, Best Entertainment Video, Mixtape (Lovie Awards, 2020)[11]
- Mención de Honor, Weird and Experimental, El gran secuestro (Webby Awards, 2020)[12]
- Globo de Plata, El gran secuestro (World Media Festival de Hamburgo, 2020)[13]
- Premio Ondas a Mejor Contenido de Emisión Digital, Boca Norte (Premios Ondas, 2019)[14] -
- Mención de Honor a Contenido Digital, Bajo la red (Prix Italia, 2019)[15]
- Lovie de Plata, Best Use of Social Video, Una Nochevieja inolvidable (Lovie Awards, 2019)[16]
- Globo de Oro, Bajo la red (World Media Festival de Hamburgoom 2019)[17]
- Mención de Honor, Best Use of Social Video, Una Nochevieja inolvidable (Webby Awards, 2019)[18]
- Gold Dolphin, Interactive Video, Tu primer día en El Caso (Corporate Media&TV Awards, 2018)[19] - Guionista